# Jezdimir Dangić
Jezdimir Dangić (em sérvio:  Јездимир Дангић; 4 de maio de 1897 – 22 de agosto de 1947) foi um comandante iugoslavo e sérvio-bósnio Chetnik durante a Segunda Guerra Mundial na Iugoslávia. Ele nasceu na cidade de Bratunac, na Bósnia ocupada pelos austro-húngaros, Vilaiete do Império Otomano. Preso durante a Primeira Guerra Mundial por pertencer ao movimento revolucionário Jovem Bósnia, ele posteriormente se formou em direito e tornou-se oficial da gendarmaria do Reino dos Sérvios, Croatas e Eslovenos no início de 1928. Em 1929, o país mudou seu nome para Reino da Iugoslávia. Em 1940, Dangić foi nomeado para liderar o destacamento da gendarmaria da corte estacionado no palácio real da capital, Belgrado. Durante a invasão da Iugoslávia pelo Eixo em 1941, Dangić comandou a unidade da gendarmaria que escoltou o rei Pedro II até Montenegro enquanto ele fugia do país. Em agosto daquele ano, o líder do movimento Chetnik, coronel Draža Mihailović, nomeou Dangić comandante das forças Chetnik no leste da Bósnia. Aqui, Dangić e os seus homens lançaram vários ataques contra as forças do Estado Independente da Croácia (em servo-croata:  Nezavisna Država Hrvatska, NDH). Logo após a sua nomeação, os Chetniks de Dangić capturaram a cidade de Srebrenica dos ocupantes. Depois disso, eles se tornaram praticamente inativos na luta contra os alemães, optando por evitar o confronto. Em dezembro, os Chetniks sob o comando de Dangić massacraram centenas de bosníacos na cidade de Goražde. No mesmo mês, os seus Chetniks capturaram cinco freiras e levaram-nas consigo através de Romanija até Goražde, onde mais tarde cometeram suicídio para evitar serem violadas.
Em janeiro de 1942, Dangić ordenou às suas forças que não resistissem às tropas alemãs e do NDH durante a ofensiva antipartidária conhecida como Operação Sudeste da Croácia. Posteriormente, ele foi convidado a Belgrado para negociar os termos da proposta de colaboração de Chetnik com os alemães com o chefe do governo colaboracionista fantoche no território da Sérvia ocupado pelos alemães, Milan Nedić, e o comandante militar do território da Wehrmacht, General der Artillerie Paul Bader.  Embora um acordo tenha sido fechado, ele foi vetado pelo Comandante da Wehrmacht no Sudeste da Europa, General der Pioniere Walter Kuntze,  que permaneceu desconfiado de Dangić. Apesar disso, os Chetniks de Dangić colaboraram com as forças alemãs no leste da Bósnia durante um período de vários meses, começando em dezembro de 1941. Em abril de 1942, Dangić foi preso quando viajava para a Sérvia ocupada, apesar de prometer operar apenas dentro do território da Bósnia, e foi enviado para um campo de prisioneiros de guerra na Polônia ocupada pelos alemães. Em 1943, ele escapou do campo e no ano seguinte participou da Revolta de Varsóvia como membro do Exército da Pátria Polonês. Em 1945, foi capturado pelo Exército Vermelho Soviético e extraditado para a Iugoslávia, onde foi acusado de cometer crimes de guerra. Em 1947, foi julgado, condenado, sentenciado à morte e executado pelas novas autoridades comunistas da Iugoslávia.

## Biografia
Jezdimir Dangić nasceu em 4 de maio de 1897 em Bratunac, que na época ficava na Bósnia ocupada pelos austro-húngaros, Vilaiete do Império Otomano.   Ele foi um dos dez filhos de Savo, um padre ortodoxo sérvio, e Milica (nascida Popović).   Frequentou o ensino médio em Tuzla, cerca de 100km a noroeste de Bratunac, e foi um simpatizante comunista em sua juventude.   Ele também foi um dos membros mais jovens da organização revolucionária pan-eslava conhecida como Jovem Bósnia (Mlada Bosna, Млада Босна). Em 28 de junho de 1914, o arquiduque Francisco Ferdinando da Áustria foi assassinado em Sarajevo por um dos camaradas da Jovem Bósnia de Dangić, Gavrilo Princip. Este evento desencadeou a eclosão da Primeira Guerra Mundial. Após o assassinato, Dangić foi preso pela polícia austro-húngara. Em setembro de 1915, foi julgado juntamente com 32 co-réus em Bihać e condenado por participação em atividades revolucionárias, pelas quais foi condenado a dois anos e meio de prisão.  Os pais de Dangić também foram presos. Seu pai foi considerado culpado de traição e condenado à morte, mas sua sentença foi posteriormente reduzida para três anos e meio de prisão. A mãe de Dangić nunca foi julgada; ela sofreu um colapso mental depois de passar vários meses em confinamento solitário e seu julgamento foi adiado indefinidamente. 
Dangić foi libertado da prisão no final da guerra, em novembro de 1918.  No ano seguinte, ajudou a organizar uma série de manifestações pró-comunistas em Belgrado, pelas quais foi detido e encarcerado.  Em 1920,  ele foi recrutado para o exército do recém-criado Reino dos Sérvios, Croatas e Eslovenos e designado para uma unidade da gendarmaria estacionada em Kratovo (na atual Macedônia do Norte). Ao ser dispensado da gendarmaria, Dangić regressou a Belgrado, onde se matriculou na Faculdade de Direito da Universidade de Belgrado.  Ele também se tornou membro da Liga dos Agricultores,  um partido político que buscava proteger os interesses do campesinato sérvio da Bósnia, e que o historiador Marko Attila Hoare descreve como um precursor do movimento Chetnik na Bósnia e Herzegovina durante a Segunda Guerra Mundial.  Dangić foi novamente convocado para a gendarmaria em 3 de janeiro de 1928, desta vez como subtenente de cavalaria, e foi estacionado na cidade fronteiriça de Subotica, na região da Voivodina. Sua carreira incluiu missões em Virovitica, Sarajevo, Tuzla, Sremska Kamenica, perto de Novi Sad, e Zagreb. 
Dangić e sua esposa Nevena tiveram duas filhas, Nada e Ljiljana.  Entre 1937 e 1941, Dangić publicou dez artigos no diário Politika de Belgrado. Publicou seu primeiro romance em 1938, intitulado Naše tamnovanje (Nosso Aprisionamento).  O romance foi publicado sob o pseudônimo de Miroljub Bogić.  Foi um sucesso crítico.  Em 1940, Dangić publicou um segundo romance, intitulado Glad i tamnica (Fome e a Masmorra), que também foi bem recebido.  Em 1940, Dangić foi nomeado chefe do destacamento da gendarmaria estacionado no palácio real de Belgrado.  Na época da invasão da Iugoslávia pelo Eixo, em abril de 1941, ele havia alcançado o posto de major. 

## Segunda Guerra Mundial

### Invasão e ocupação da Iugoslávia

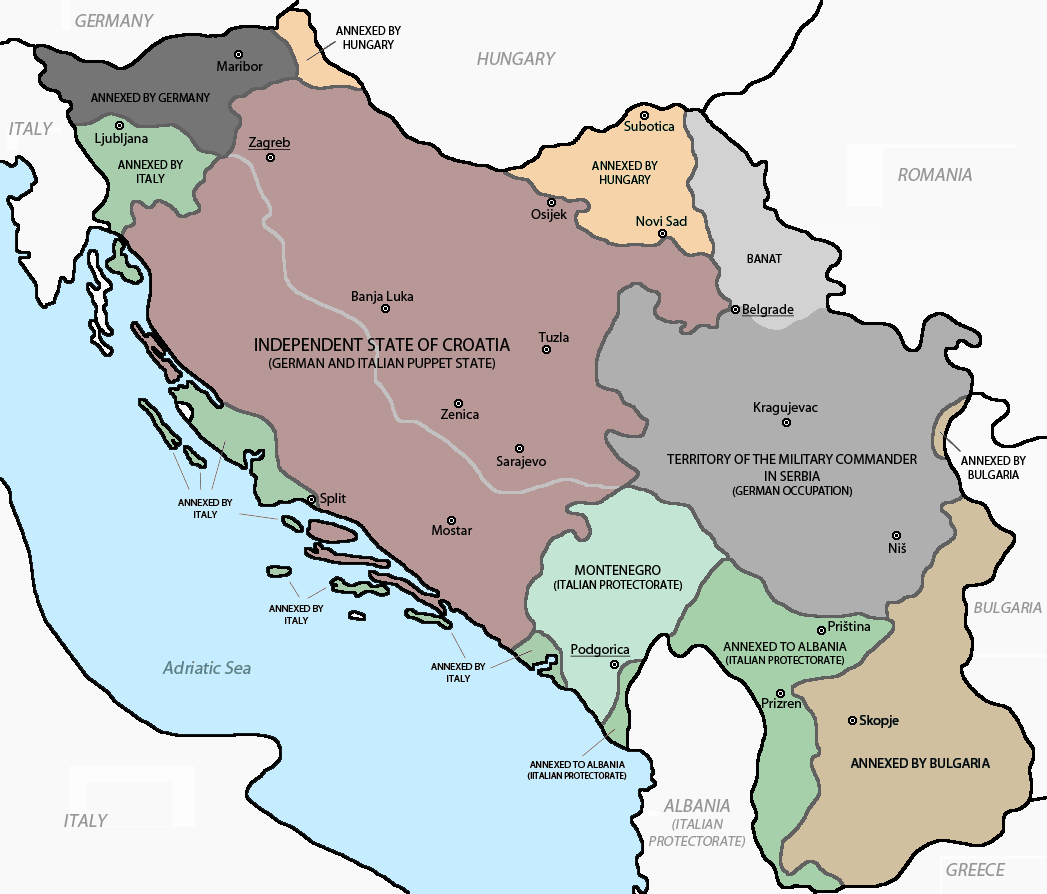
Um mapa que mostra a ocupação da Iugoslávia pelo Eixo de 1941 a 1943, incluindo a linha de demarcação entre as zonas alemã e italiana.

Em abril de 1941, a Iugoslávia foi invadida e rapidamente derrotada pelas potências do Eixo.  Durante a invasão, Dangić foi designado para comandar a unidade da gendarmaria que escoltou o rei Pedro II ao aeroporto de Nikšić quando ele deixou o país.  A Iugoslávia foi dividida e, como parte disso, os alemães estabeleceram um governo militar de ocupação em uma área aproximadamente igual ao Reino da Sérvia pré-1912, consistindo na própria Sérvia, na parte norte do Kosovo (em torno de Kosovska Mitrovica), e o Banato.  Os alemães fizeram isto para garantir duas linhas estratégicas de comunicação – o rio Danúbio, e a linha ferroviária que ligava Belgrado a Salônica, na Grécia ocupada, e daí por mar até ao Norte de África. O território da Sérvia ocupado pelos alemães também era rico em metais não ferrosos, como chumbo, antimônio e cobre, de que a Alemanha precisava para apoiar o seu esforço de guerra. 
Durante a invasão, o extremista nacionalista-fascista croata Ante Pavelić, que estava exilado na Itália de Benito Mussolini, foi instalado pelos alemães como Poglavnik (líder) de um estado croata liderado por Ustaše - o Estado Independente da Croácia (muitas vezes chamado de NDH, do em servo-croata:  Nezavisna Država Hrvatska).  O NDH combinou quase toda a Croácia moderna, toda a Bósnia e Herzegovina moderna e partes da Sérvia moderna num "quase protetorado ítalo-alemão".  As autoridades do NDH, lideradas pela Milícia Ustaše,  implementaram posteriormente políticas genocidas contra a população sérvia, judaica e cigana que vivia dentro das fronteiras do novo estado.  Após o fracasso do governo fantoche colaboracionista inicial no território da Sérvia ocupado pelos alemães, o Governo Comissário, Milan Nedić, um político do pré-guerra que era conhecido por ter inclinações pró-Eixo, foi então selecionado pelos alemães para liderar o Governo de Salvação Nacional.  Dois movimentos guerrilheiros surgiram na Iugoslávia ocupada – os nacionalistas sérvios Chetniks, liderados pelo coronel (mais tarde general) Draža Mihailović, e os partidários iugoslavos multiétnicos, liderados pelos comunistas, comandados por Josip Broz Tito. 

### Comando no leste da Bósnia

#### Contexto
No momento da rendição da Iugoslávia, em 18 de abril de 1941, Dangić estava em Belgrado.  Obedeceu à convocação de Milan Aćimović, chefe do Governo Comissário, para servir na gendarmaria sérvia e fê-lo até meados de agosto.  Quando lhe chegou a notícia dos massacres de sérvios de Ustaše nas áreas do NDH da Bósnia, ele pediu permissão para viajar para lá e escoltar sua família e parentes para um local seguro. O seu pedido foi aprovado e ele viajou através do quartel-general de Mihailović em Ravna Gora .  No início, Mihailović designou Dangić como um dos três homens que o sucederiam como líderes do movimento Chetnik caso algo lhe acontecesse.  Inicialmente, a organização de Mihailović centrava-se no recrutamento e estabelecimento de grupos em diferentes áreas, na angariação de fundos, no estabelecimento de uma rede de correios e na recolha de armas e munições.   Desde o início, a sua estratégia consistiu em organizar e reforçar as suas forças, mas adiar as operações armadas contra as forças de ocupação até que estas se retirassem face a um esperado desembarque dos Aliados Ocidentais na Iugoslávia.  
Dangić também procurou evitar conflitos com os alemães e começou a seguir uma política de "autodefesa contra os Ustaše e vingança contra os croatas e muçulmanos".  Mihailović enviou Dangić ao leste da Bósnia para assumir o comando dos destacamentos Chetnik na região e colocá-los sob o controle de Mihailović,  e ele reuniu um grupo de sérvios bósnios e cruzou o rio Drina para o NDH.  Dangić estava acompanhado pelo major Boško Todorović que havia sido nomeado por Mihailović como seu comandante para o leste da Bósnia e Herzegovina. O próprio Dangić foi nomeado comandante do Estado-Maior de Montanha dos Destacamentos Chetnik da Bósnia e tinha responsabilidade direta pelo leste da Bósnia,  incluindo os comandantes locais seniores do Chetnik, Aćim Babić e Rade Kosorić.  Segundo o historiador Marko Attila Hoare, Dangić pode ter tido mais influência na tomada de decisões de Chetnik, apesar da sua subordinação formal a Todorović.  Todorović foi responsável pelas negociações com os italianos e Dangić com os alemães.  Na altura em que Dangić chegou ao leste da Bósnia, alguns destacamentos de Chetnik ainda cooperavam com os guerrilheiros da região. 

#### Atividades iniciais e ligação com os Partisans
Dangić chegou ao leste da Bósnia em 16 de agosto.  No início, as suas operações foram dirigidas principalmente contra os Ustaše e a população muçulmana bósnia da área,  onde Dangić exerceu uma influência considerável sobre a população sérvia.  Em 18 de agosto, uma força Chetnik de 400 homens liderada por Dangić capturou a cidade de Srebrenica.  Os Chetniks confiscaram todas as armas que estavam nas mãos dos habitantes locais e começaram a recrutar sérvios locais para se juntarem aos Chetniks.  Em 1 de setembro, Babić assinou um acordo com o Estado-Maior Partidário de Sarajevo Oblast (distrito) liderado por Slobodan Princip-Seljo e Boriša Kovačević para formar um comando conjunto. Na época, o Estado-Maior do Oblast considerou que as tropas de Babić eram "semi-bandidas" e que haviam minado a posição dos guerrilheiros com os muçulmanos locais. Princip-Seljo e Kovačević também interceptaram um dos mensageiros de Babić que transportava uma mensagem aos alemães. Na mensagem, Babić ofereceu-se para trabalhar com os alemães e garantiu-lhes que só estava interessado em combater os Ustaše.  No início de setembro, Dangić estabeleceu-se como líder dos grupos Chetnik no leste da Bósnia, incluindo aqueles liderados por Babić e Kosorić.  Em 5 de Setembro, em resposta a um ataque conjunto fracassado entre Partidários e Chetniks em Kladanj, ele queimou várias casas muçulmanas,  e os seus Chetniks envolveram-se no roubo e espancamento de civis muçulmanos.  Neste ponto, ocorreram assassinatos ocasionais de muçulmanos, embora Hoare descreva esse comportamento como "ainda não genocida".  Naquele mês, sob as ordens diretas de Dangić, os Chetniks queimaram e saquearam a aldeia muçulmana de Novo Selo, matando muçulmanos e cometendo outros crimes no processo.  No final de setembro, a Abwehr (inteligência militar alemã) informou que Dangić era apoiado e estava em contato com a administração Nedić. Também informou que "[Dangić] tem boas relações com os alemães e faz de tudo para evitar a colisão entre as suas tropas e os alemães." 
Em 1 de outubro de 1941, Dangić e dois outros comandantes Chetnik da Bósnia Oriental, Pero Đukanović e Sergije Mihailović, reuniram-se com o Estado-Maior Partidário da Bósnia-Herzegovina na aldeia de Drinjača, a sul de Zvornik.  Os partidários eram Svetozar Vukmanović (conhecido como "Tempo"), Rodoljub Čolaković e Princip-Seljo. A reunião concordou com a criação de um Estado-Maior conjunto Chetnik-Partidário, o "Comando dos Destacamentos Militares e Partidários da Bósnia", composto por seis membros, três Chetniks e três Partidários. A reunião também concordou que a administração conjunta Chetnik-Partidária seria imposta nas áreas libertadas, usando o modelo Partidário de comités de libertação popular.  A declaração resultante foi um compromisso e apelou ao patriotismo tanto dos sérvios como dos bósnios, embora Dangić se opusesse à inclusão de qualquer apelo à unidade dos muçulmanos ou croatas com os sérvios da Bósnia-Herzegovina, uma vez que afirmou que todos os muçulmanos eram responsáveis por os crimes Ustaše contra os sérvios.  De acordo com Hoare, o acordo de Drinjača representou o auge da cooperação entre Partisans e Chetniks no leste da Bósnia, mas efetivamente marginalizou o Comité Provincial.  No dia 6 de Outubro, realizou-se uma nova reunião em Milići, perto de Vlasenica, e foi decidida a composição do estado-maior conjunto. Dangić, Babić e Sergije Mihailović tornaram-se os representantes do Chetnik, e Vukmanović, Čolaković e Princip-Seljo representaram os Partisans, com Sergije Mihailović nomeado chefe de gabinete.  Após a guerra, o acordo de Drinjača foi objecto de muito debate acalorado entre Vukmanović e Čolaković, com Vukmanović culpando Čolaković pelas consequências negativas a médio prazo do acordo para o movimento partidário no leste da Bósnia. De acordo com Vukmanović, estas consequências incluíram o virtual desaparecimento de um Estado-Maior Partidário independente para a Bósnia-Herzegovina, o domínio do Estado-Maior Conjunto por Sergije Mihailović, incluindo a nomeação de oficiais hostis aos Partidários como comandantes de unidades Partidárias, o desvio de armas da fábrica de armas controlada pelos partidários em Užice às tropas Chetnik, e a alienação da população muçulmana e croata da região. Quando Vukmanović levantou as suas preocupações a Tito, os comunistas bósnios foram forçados a insistir que o estado-maior conjunto não poderia ter contacto com as unidades Chetnik, exceto durante as operações contra as forças do Eixo, e que nenhuma operação conjunta Chetnik-Partidária seria permitida em áreas muçulmanas. 
As relações entre os guerrilheiros e os chetniks foram colocadas sob pressão pela contínua perseguição aos muçulmanos pelas unidades chetniks. Durante o período de 13 a 23 de outubro de 1941, uma operação conjunta Chetnik-Partidária capturou a cidade de Rogatica. Durante e após a sua captura, elementos da força Chetnik queimaram e saquearam casas muçulmanas, e as unidades partidárias recusaram-se a obedecer às ordens para deter os Chetniks, afirmando que não defenderiam os "turcos". 
Durante este tempo, Dangić e os seus homens cooperaram com os guerrilheiros de acordo com a política de Chetnik da época. A cooperação Chetnik-Partidária em áreas sob o comando de Dangić continuou até certo ponto, mesmo depois de os dois grupos terem começado a entrar em conflito.  Diz-se que Dangić tinha um "ódio feroz" pelos muçulmanos, alegadamente dizendo que desejava "matá-los a todos" e que tinha uma "disposição absoluta" para colaborar com os alemães.  Naquele outono, na aldeia de Zaklopača, cerca de 8km a leste de Vlasenica, os Chetniks comandados por Dangić barricaram um grupo de muçulmanos em uma escola religiosa muçulmana local que foi então incendiada, matando oitenta e uma pessoas.  A perseguição chetnik aos muçulmanos piorou após o rompimento com os guerrilheiros.  Os maiores massacres de Chetnik ocorreram no leste da Bósnia e precederam quaisquer campanhas genocidas significativas dos Ustaše, que começaram na primavera de 1942.  Segundo Hoare, os massacres foram “acima de tudo uma expressão da política genocida e da ideologia do movimento Chetnik”. 
Embora o seu objectivo original fosse apenas proteger a população sérvia contra os Ustaše, Dangić rapidamente se tornou um factor importante no conflito entre os dois grupos no leste da Bósnia.  Os alemães procuraram conquistar Dangić para a colaboração, a fim de fortalecer as operações antipartidárias na região, onde os Chetniks de Dangić supostamente contavam com cerca de 10.000 homens,  mas neste momento nem Dangić nem qualquer outro comandante de Mihailović tinham qualquer acordo com o Alemães. 
Em 9 de novembro de 1941, Mihailović ordenou que Dangić atacasse as forças partidárias na cidade sérvia de Užice e mantivesse apenas as suas "unidades mais necessárias" na Bósnia. Sua ordem afirmava que os guerrilheiros eram liderados pelos Ustaše e travavam uma "guerra fratricida" entre os sérvios para "evitar que os chetniks se vingassem dos croatas". No entanto, Dangić não conseguiu levar a cabo o ataque, provavelmente porque considerava o fortalecimento dos Chetniks no leste da Bósnia uma prioridade maior  e porque os Partidários em Užice já tinham fornecido aos Chetniks em Srebrenica armas e munições da fábrica de armas local.  A fábrica explodiu posteriormente em 21 de novembro e os guerrilheiros retiraram-se de Užice em 29 de novembro, após serem forçados a sair pelas 113ª, 342ª e 717ª Divisões de Infantaria alemãs. 

#### Conferência de Vlasenica
A ruptura entre as forças de Mihailović e Tito no território da Sérvia ocupado pelos alemães espalhou-se pelo leste da Bósnia no início de novembro.  Em resposta, uma conferência conjunta Partisan-Chetnik foi realizada em Vlasenica em 16 de novembro.  Foi convocado por Čolaković e Vukmanović sem consultar o Comité Provincial Partidário para a Bósnia-Herzegovina. Os guerrilheiros sérvios estavam então situados em Ljubovija, prontos para lançar uma ofensiva através do Drina contra as forças de Dangić em Bratunac e Srebrenica, mas resistiram a pedido de Čolaković. Na conferência, Čolaković tentou manter a aliança, mas Vukmanović levantou o ataque de Mihailović ao quartel-general de Tito em Užice e o fracasso do Chetnik em combater as forças do Eixo. Dangić questionou a origem montenegrina de Vukmanović e disse-lhe para regressar ao Montenegro. Os representantes partidários procuraram uma política de fraternidade e unidade entre sérvios, muçulmanos e croatas, enquanto Dangić afirmou que os seus Chetniks estavam a travar uma guerra puramente sérvia pelo povo sérvio.  Os enviados de Dangić disseram-lhes que pretendiam "cortar a garganta dos turcos, exceto as bonitas damas turcas" e "apertar os croatas com tanta força que durante mil anos não ousariam olhar para um sérvio com desconfiança".  Nesta conferência, os dois lados não conseguiram chegar a um acordo.  No dia seguinte, foi realizada uma conferência separada de Chetnik, onde uma resolução de 14 artigos foi adotada em apoio aos pontos de vista de Dangić.  Enquanto isso, o Estado-Maior Partidário da Bósnia e Herzegovina apelou às bases do Chetnik que a cooperação Partidária-Chetnik foi quebrada devido à importação Chetnik de oficiais do Exército Real Iugoslavo da Sérvia para a Bósnia e devido ao desejo de Dangić de "transformar nossa Luta de Libertação Popular numa guerra dos sérvios contra os muçulmanos" em oposição à crença partidária "de que o povo muçulmano pacífico e trabalhador não é culpado pelos crimes que os Ustaše cometeram, e que o Exército de Libertação Popular deve protegê-los da perseguição e matança." O Estado-Maior acusou Dangić de desejar que "os sérvios se reunissem para uma guerra de vingança" em vez da "convocação para a nossa bandeira de todas as pessoas honradas, sérvios, muçulmanos e croatas" dos guerrilheiros. Alegaram que Dangić tentou colaborar com os alemães e italianos. 

#### Captura de Goražde e atrocidades

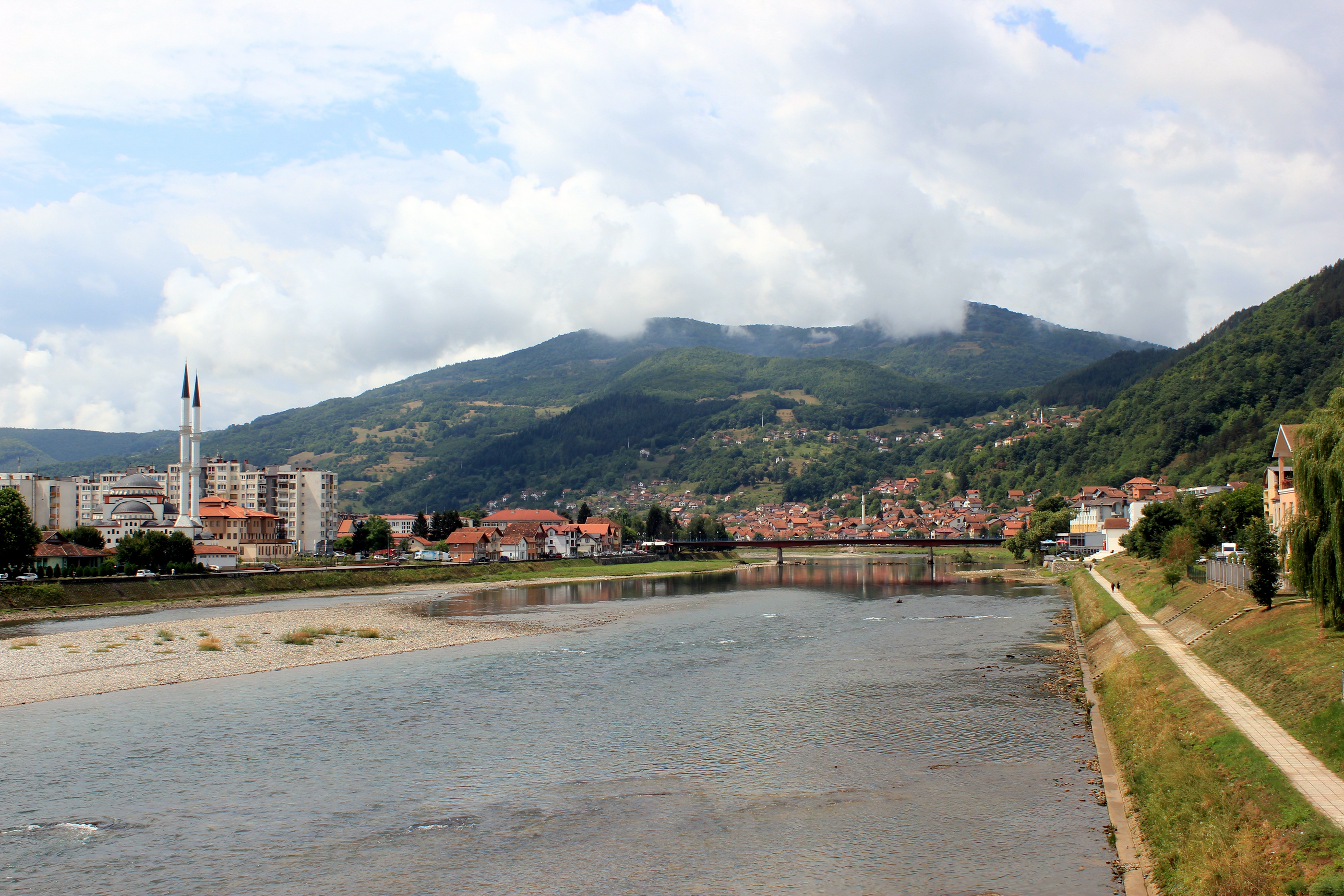
Vista de Goražde e do rio Drina, onde foram jogados os corpos dos muçulmanos bósnios mortos

As fontes variam até certo ponto no que diz respeito ao massacre de muçulmanos em Chetnik na cidade de Goražde. De acordo com Hoare, em 29 de novembro de 1941, os italianos entregaram Goražde aos Chetniks, que imediatamente massacraram prisioneiros da Guarda Nacional Croata e funcionários do NDH. Isto expandiu-se para o assassinato sistemático da população civil muçulmana. Seus cadáveres foram deixados pendurados na cidade ou jogados no Drina. Várias centenas de civis foram mortos em Goražde nesta época.  Todorović chegou a um acordo com o tenente-coronel Castagnieri, comandante da guarnição italiana em Goražde, sobre a evacuação italiana e entrega de Goražde aos Chetniks.  Segundo Tomislav Dulić, a cidade foi ocupada por Dangić e seus Chetniks em 1 de dezembro. À chegada, Dangić fez um discurso a um grupo de sérvios, croatas e muçulmanos bósnios que continha referências à Grande Sérvia e terminou com Dangić proclamando que sérvios e muçulmanos bósnios não podiam mais viver juntos. Após o discurso, os Chetniks se espalharam pela cidade e começaram a matar, estuprar, saquear e incendiar casas. Um número significativo de vítimas foi morto numa ponte sobre o Drina, após o que os seus corpos foram atirados ao rio.  As forças Chetnik na Bósnia, incluindo as de Dangić, começaram então a prosseguir uma campanha anti-muçulmana para compensar a perseguição sofrida pelos sérvios étnicos no NDH.  Em 11 de dezembro, os Chetniks de Dangić entraram em Pale e saquearam e incendiaram o convento local. Capturaram cinco Irmãs da Divina Caridade – duas croatas, duas eslovenas e uma austríaca – e levaram-nas consigo através de Romanija até Goražde, onde no dia 15 de Dezembro cometeram suicídio para evitar serem violadas. 

#### Operação Sudeste da Croácia
Em dezembro de 1941 e janeiro de 1942, os Chetniks sob o comando de Dangić cooperaram com os alemães no leste da Bósnia.  Entre dezembro de 1941 e abril de 1942, Dangić travou negociações diretas com os alemães. Durante a segunda quinzena de dezembro, ele se reuniu inúmeras vezes com representantes da Abwehr, na tentativa de chegar a um acordo com eles.  Em janeiro de 1942, Dangić e outros líderes Chetnik reuniram-se com Renzo Dalmazzo, comandante do 6º Corpo de Exército italiano.  Por esta altura, a cooperação de Dangić com os alemães passou a ser vista como ainda mais valiosa devido à chegada de Tito e da sua Primeira Brigada Proletária ao leste da Bósnia. Os alemães e croatas lançaram a Operação Sudeste da Croácia em 17 de janeiro.  Dangić e Todorović informaram outros comandantes Chetnik que a operação tinha como alvo os guerrilheiros e que não havia necessidade do envolvimento dos Chetniks. Depois disso, suas unidades retiraram-se de suas posições na linha de frente, deixaram os alemães passarem por suas áreas ou voltaram para casa.  Muitos retiraram-se através do rio Drina para o território da Sérvia ocupado pelos alemães para evitar serem engajados.  Em 22 de janeiro, Dangić ordenou às suas próprias tropas que permitissem a passagem dos alemães pela Bósnia, dizendo "eles estão avançando pacificamente e cuidando da própria vida, sem perturbar nosso infeliz e sofredor povo". Ele instou os chetniks e os sérvios a aniquilar os Ustaše, os croatas e os comunistas.  Em poucos dias, os alemães e croatas conseguiram expulsar os guerrilheiros do leste da Bósnia e para o sul, para a zona ocupada pelos italianos do NDH.  As ações de Chetnik em resposta à Operação Sudeste da Croácia enfraqueceram gravemente as defesas partidárias, fazendo com que sofressem baixas significativas e perdessem uma grande quantidade de território. O resultado foi o rompimento de quaisquer laços de cooperação remanescentes entre os chetniks e os guerrilheiros no leste da Bósnia.  No mesmo mês, a equipe de Dangić declarou que os guerrilheiros "são liderados pelo Kike Moša Pijade, pelo turco Safet Mujić, pelo magiar Franjo Vajnert e por aquele tal e tal Petar Ilić cujo nome verdadeiro ninguém sabe [ênfase no original]" e anunciou que o objetivo comum dos Partidários e Ustaše era "romper e destruir Sérvia. Isso, e somente isso! [ênfase no original]".  Em fevereiro, Dangić e outros ex-oficiais do Exército Real Iugoslavo reentraram no leste da Bósnia vindos do território da Sérvia ocupado pelos alemães, onde alguns deles se retiraram para evitar a Operação Sudeste da Croácia. Eles começaram a reformar as unidades Chetnik no leste da Bósnia e começaram a agitar contra os guerrilheiros numa "base conservadora, nacionalista sérvia e anti-muçulmana".  

#### Encontro em Belgrado
A fim de obter mais ajuda de Chetnik e intensificar a divisão Chetnik-Partidário, Dangić foi convidado a Belgrado no final de janeiro por Nedić e pelo General der Artillerie (tenente-general) Paul Bader. Lá, as reuniões foram realizadas de 30 de janeiro a 2 de fevereiro de 1942.  Estiveram presentes Bader, o professor Josef Matl e o coronel Erich Kewisch para os alemães, Dangić e Pero Đukanović para os chetniks, e Nedić e Aćimović para o governo fantoche sérvio.  Eventualmente, as partes envolvidas chegaram a um acordo. Os termos do acordo estipulavam que: 

1. Dangić e os seus destacamentos limitados pelos rios Drina, Sava e Bósna a leste e pela Linha de Demarcação Ítalo-Alemã a sul deveriam colocar-se imediatamente sob o comando do Generalleutnant Johann Fortner, comandante da 718.ª Divisão de Infantaria e detentor do poder executivo na área.
2. Os Chetniks de Dangić permaneceriam alinhados com os alemães, mesmo no caso de uma revolta geral.
3. A cidade de Zvornik seria a sede de comando atribuída a Dangić.
4. Os Chetniks de Dangić deveriam ajudar a pacificar o norte da Bósnia, garantindo que cada sérvio, croata e muçulmano vivesse em paz.
5. O assassinato seria punível com a morte.
6. A presença das autoridades do NDH deveria ser mantida.
7. Dangić deveria divulgar a notícia do acordo, lutar contra os guerrilheiros iugoslavos e proteger as empresas industriais e de mineração alemãs no leste da Bósnia, de acordo com as instruções de Fortner.
8. A munição para os Chetniks de Dangić seria fornecida por Bader.
9. Todos os prisioneiros detidos pelas forças de Dangić deveriam ser libertados.

Todas as partes concordaram que dezessete distritos no leste da Bósnia teriam seu controle militar transferido do controle de NDH para o controle de Chetnik, com os militares alemães na Sérvia obtendo autoridade sobre ele e tendo a capacidade de fornecer certas forças de Chetnik que não são mais consideradas ilegais pelos alemães. Os alemães exigiram que a área permanecesse formalmente como parte do NDH, embora Bader tenha sugerido que "o leste da Bósnia, da fronteira sérvia ao rio Bosna, juntamente com Sarajevo, serão incorporados à Sérvia ocupada". Dangić aceitou-o como formalmente parte do NDH, mas informou aos Chetniks no leste da Bósnia que a Sérvia ocupada incluiria "os seguintes distritos do território da Bósnia: Sarajevo, Višegrad, Rogatica, Srebrenica, Visoko, Vlasenica, Zvornik, Kladanj, Fojnica, Travnik, Brčko, Foča, Doboj, Bijeljina, Tuzla, Zenica e Čajniče." Đukanović entendeu o acordo como significando a anexação dos distritos pela Sérvia.  No entanto, apesar da concordância das partes, o acordo não foi assinado porque as negociações não tinham sido previamente esclarecidas pelo General der Pioniere Walter Kuntze, o Comandante da Wehrmacht no Sudeste Europeu.  Kuntze acreditou e informou Bader que "o major Dangić é sérvio e continuará sendo. Ele apenas fez a oferta para usar o leste da Bósnia como campo de treinamento de tropas, para superar os meses de inverno e para fazer preparativos para conquistar o leste da Bósnia para Sérvia."  Assim, ele vetou a conclusão do acordo em 12 de fevereiro. O acordo também foi contestado por representantes do NDH e do Ministério das Relações Exteriores alemão.  Siegfried Kasche, enviado alemão em Zagreb, Joachim von Ribbentrop, ministro das Relações Exteriores alemão, e o general Edmund Glaise-Horstenau, se opuseram ao acordo com Kasche, argumentando que prejudicaria a posição do NDH, ampliaria o sofrimento dos muçulmanos no leste da Bósnia, que superavam os sérvios em número, e prejudicar as relações mundiais germano-muçulmanas.  Esta oposição levou Bader a mudar de ideia e não assiná-lo. 
Apesar disso, os Chetniks de Dangić colaboraram com as forças alemãs no leste da Bósnia durante um período de várias semanas e com o entendimento de que Dangić e as suas forças operariam apenas dentro da Bósnia.  Bader relatou após as conversações que "Dangić nesta ocasião declarou que ele e os seus homens iriam, mesmo nas condições de uma revolta geral nos Balcãs e da chegada dos ingleses, lutar lealmente e sem vacilar no lado alemão. Ele declarou em nesta ocasião, a sua crença de que apenas a vitória alemã poderia garantir à Sérvia a posição que lhe é devida nos Balcãs, enquanto a vitória do bolchevismo significaria a destruição de todas as nações, incluindo assim também a nação sérvia."  O plano de uma Grande Sérvia protegida pelos alemães continuou a ser seguido por Nedić e Dangić. 
As autoridades Ustaše estavam preocupadas com as negociações entre os comandantes alemães e italianos e Dangić,  e estavam particularmente preocupadas com a possibilidade de os alemães permitirem que os italianos e os chetniks usassem Sarajevo como base.  Em março, a gendarmaria do NDH em Tuzla relatou que "os Chetniks de Nedić estão distribuindo armas e munições da cota que recebem dos alemães para a luta contra os comunistas. Eles são constantemente enviados da Sérvia para a Bósnia e afirmam que irão conquistar esta última."  Em 31 de março, Jure Francetić, comandante da Legião Negra, uma unidade de infantaria da milícia Ustaše composta em grande parte por refugiados muçulmanos e croatas que fugiram do leste da Bósnia,  lançou uma ofensiva preventiva principalmente contra os Chetniks de Dangić. Francetić capturou Vlasenica, Bratunac e Srebrenica, encontrando resistência limitada dos guerrilheiros, e depois dispersou os mais numerosos Chetniks , infligindo perdas significativas e cometendo atrocidades contra segmentos da população sérvia-bósnia. 

## Prisão, exílio e morte

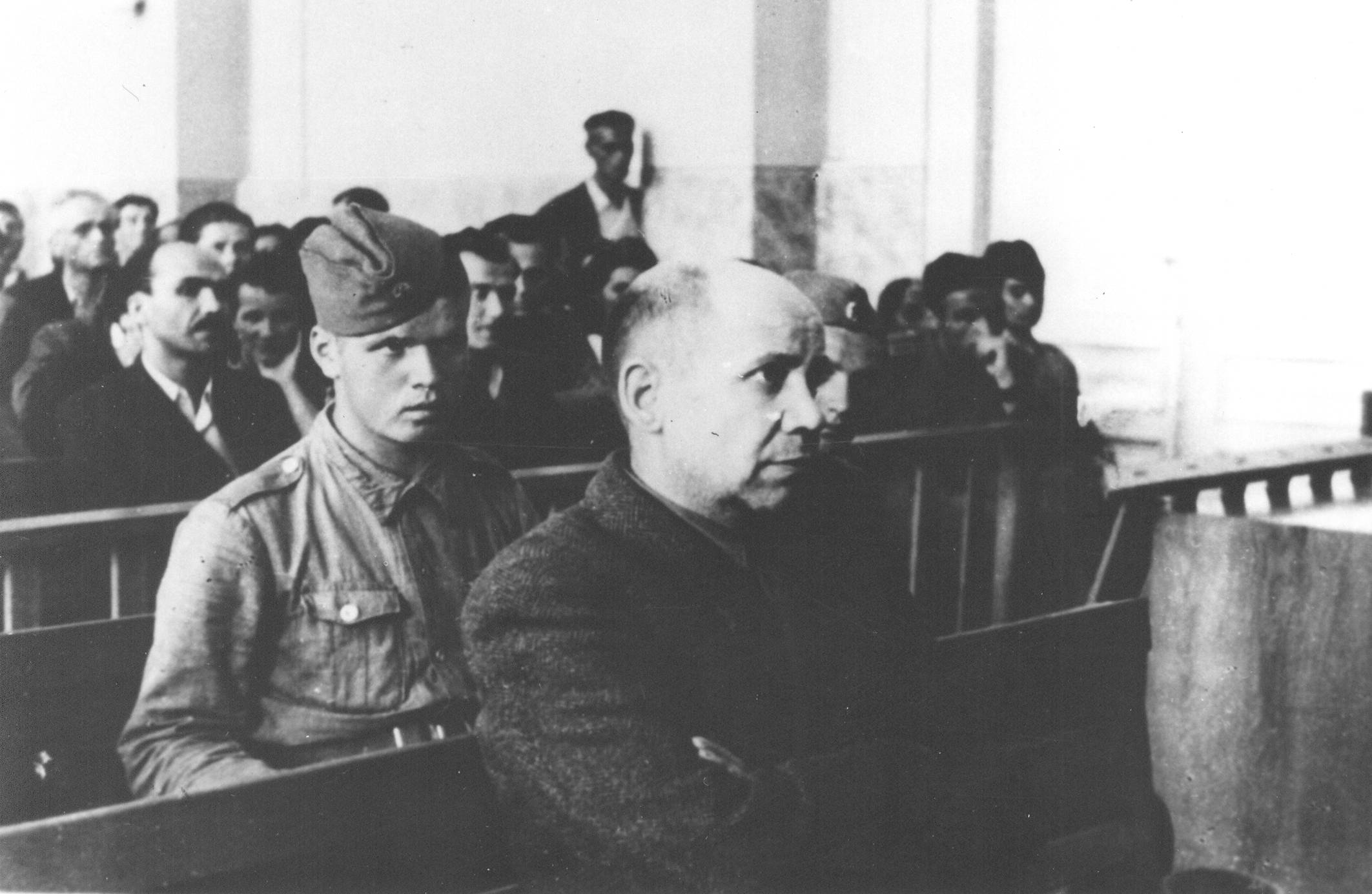
Dangić em seu julgamento

No início de abril, Dangić cometeu o erro de viajar para a Sérvia, onde se encontrou com um dos representantes de Nedić, bem como com vários líderes do Chetnik.  Dangić fez pouco esforço para esconder a sua presença e até participou num comício público em Valjevo.  Pouco depois, Kuntze ordenou sua prisão.  A Abwehr logo soube que Dangić havia encontrado alojamento na aldeia de Rogačica, perto de Bajina Bašta. Na noite de 11/12 de abril, a Abwehr emboscou Dangić enquanto ele dormia e prendeu-o. Foi imediatamente enviado para um campo de prisioneiros de guerra em Stryi, na região de Lviv, na Galiza, que fazia parte da área de ocupação alemã do Governo Geral.  Stevan Botić o substituiu como chefe dos Chetniks no leste da Bósnia. 
Segundo os historiadores Vladimir Dedijer e Antun Miletić, Dangić escapou do cativeiro em 1943.  Ćirković escreve que Dangić permaneceu em cativeiro até a eclosão da malfadada Revolta de Varsóvia em agosto de 1944. Dangić posteriormente juntou-se ao Exército da Pátria Polonês (em polonês/polaco:  Armia Krajowa), o principal movimento de resistência antifascista na Polónia ocupada pelos alemães.  Durante a Revolta de Varsóvia, Dangić lutou contra os alemães.  Ele foi capturado nos combates e enviado para um campo de prisioneiros de guerra em Cracóvia. Após a libertação do campo em janeiro de 1945, Dangić rendeu-se aos soviéticos.   Posteriormente, foi transferido para a prisão de Lubyanka, em Moscou, onde, juntamente com outros membros do Exército da Pátria Polaco, foi interrogado pelo Comissariado do Povo para a Segurança do Estado .  A União Soviética acabou extraditando-o para a Iugoslávia.   Ele foi acusado de cometer crimes de guerra, de se envolver em atividades contra-revolucionárias e de colaborar com os alemães e italianos, bem como com o governo fantoche sérvio.  Dangić foi posteriormente julgado perante o Terceiro Tribunal do Exército em Sarajevo. Ele foi considerado culpado em todas as acusações e imediatamente condenado à morte.  Dangić foi executado em 22 de agosto de 1947.   Ainda não está claro se Dangić foi executado em Sarajevo, Banja Luka ou Belgrado.  A família de Dangić não fugiu da Iugoslávia após a guerra. Em 1954, sua viúva entrou com uma ação solicitando que ela recebesse sua pensão militar. O seu pedido foi rejeitado com base na condenação anterior de Dangić.  Em 2011, as cinco Irmãs da Divina Caridade que foram abusadas pelos Chetniks de Dangić e posteriormente morreram sob sua custódia foram beatificadas pelo Papa Bento XVI e passaram a ser conhecidas como as Beatas Mártires de Drina. 

## Citações
1. ↑  Markus 2002, p. 186.
2. 1 2  Žanić 2007, p. 285.
3. ↑  Minić 10 June 1946, p. 40.
4. 1 2  Stein 1984, p. 295.
5. 1 2 3 4 5 6  Miletić 1976, p. 121.
6. 1 2  Ćirković 2009, p. 143.
7. 1 2 3 4 5 6  Hoare 2006, p. 113.
8. ↑  Hoare 2007, p. 88.
9. ↑  Dedijer 1966, p. 583.
10. 1 2 3 4 5 6 7 8 9  Ćirković 2009, p. 144.
11. 1 2 3 4  Bogutović 17 April 2014.
12. 1 2  Assembly of Yugoslavia 1954, p. 584.
13. ↑  Hoare 2007, p. 111.
14. ↑  Hoare 2006, p. 43.
15. ↑  Naša reč 1982, p. 21.
16. 1 2  Dizdar & Sobolevski 1999, p. 244.
17. 1 2  Umbreit 2000, p. 94.
18. ↑  Pavlowitch 2008, p. 59.
19. ↑  Tomasevich 2001, p. 175.
20. ↑  Goldstein 1999, p. 133.
21. ↑  Tomasevich 2001, p. 272.
22. ↑  Tomasevich 2001, pp. 397–409.
23. ↑  Hoare 2007, pp. 20–24.
24. ↑  Singleton 1985, p. 182.
25. ↑  Ramet 2006, p. 4.
26. 1 2 3 4 5  Milazzo 1975, p. 62.
27. ↑  Tomasevich 1975, p. 126.
28. 1 2  Tomasevich 1975, p. 125.
29. ↑  Milazzo 1975, pp. 14–15.
30. ↑  Pavlowitch 2008, p. 54.
31. ↑  Redžić 2005, p. 134.
32. 1 2  Tomasevich 1975, p. 157.
33. 1 2 3  Hoare 2006, p. 111.
34. ↑  Redžić 2005, p. 136.
35. ↑  Dulić 2005, p. 199.
36. 1 2 3 4  Dedijer & Miletić 1990, p. 86.
37. ↑  Becherelli 2012, p. 200.
38. ↑  Dedijer & Miletić 1990, p. 119.
39. 1 2 3  Hoare 2006, p. 147.
40. ↑  Dulić 2005, p. 191.
41. 1 2  Tomasevich 1975, p. 206.
42. 1 2  Hoare 2006, p. 114.
43. ↑  Hoare 2006, pp. 113–114.
44. 1 2  Hoare 2006, p. 115.
45. ↑  Hoare 2006, p. 117.
46. ↑  Toljaga 18 November 2010.
47. 1 2  Hoare 2006, p. 143.
48. ↑  Tomasevich 1975, pp. 206–207.
49. 1 2 3 4 5 6  Tomasevich 1975, p. 207.
50. ↑  Roberts 1987, p. 39.
51. 1 2 3  Redžić 2005, p. 138.
52. ↑  Ramet 2006, p. 143.
53. ↑  Hoare 2006, pp. 119–120.
54. ↑  Hoare 2006, p. 120.
55. ↑  Hoare 2006, pp. 120–121.
56. 1 2  Žanić 2007, p. 274.
57. ↑  Hoare 2006, pp. 124–125.
58. ↑  Hoare 2006, p. 145.
59. ↑  Redžić 2005, p. 139.
60. ↑  Dulić 2010, pp. 86–87.
61. ↑  Banac 1996, p. 143.
62. ↑  Jareb 2011, p. 164.
63. ↑  Redžić 2005, p. 141.
64. ↑  Ramet 2006, p. 147.
65. 1 2  Tomasevich 1975, p. 161.
66. 1 2  Hoare 2006, p. 199.
67. ↑  Redžić 2005, p. 142.
68. ↑  Tomasevich 1975, p. 160.
69. ↑  Hoare 2006, p. 157.
70. 1 2  Hoare 2006, p. 154.
71. 1 2 3  Hoare 2006, p. 155.
72. 1 2  Tomasevich 1975, pp. 207–208.
73. 1 2 3 4 5  Tomasevich 1975, p. 208.
74. 1 2  Hoare 2006, p. 156.
75. ↑  Pavlowitch 2008, pp. 118–119.
76. ↑  Virtue 2011, p. 24.
77. ↑  Hoare 2006, pp. 155–156.
78. ↑  Tomasevich 2001, p. 422.
79. ↑  Hoare 2006, p. 203.
80. ↑  Hoare 2006, p. 210.
81. ↑  Colić 1973, p. 335.
82. 1 2  Dizdar & Sobolevski 1999, p. 244, note 160.
83. ↑  Carmichael 2015, p. 102.
84. ↑  Carmichael 2015, pp. xviii, 83–84.